# Giulio Saraudi
Giulio Saraudi (ur. 3 lipca 1938 w Civitavecchia, zm. 20 kwietnia 2005 tamże) – włoski bokser, medalista olimpijski z 1960 i medalista mistrzostw  Europy.
Był synem Carlo Saraudiego, boksera, uczestnika igrzysk olimpijskich z 1924.  Zdobył brązowy medal w wadze półciężkiej (do 81 kg) na mistrzostwach Europy w 1959 w Lucernie; w półfinale pokonał go Gheorghe Negrea z Rumunii. Na igrzyskach olimpijskich w 1960 w Rzymie również zdobył brązowy medal w wadze półciężkiej. Wygrał dwa pojedynki (w tym ćwierćfinałowy z Rafaelem Gargiulo z Argentyny), a w półfinale pokonał go Zbigniew Pietrzykowski.

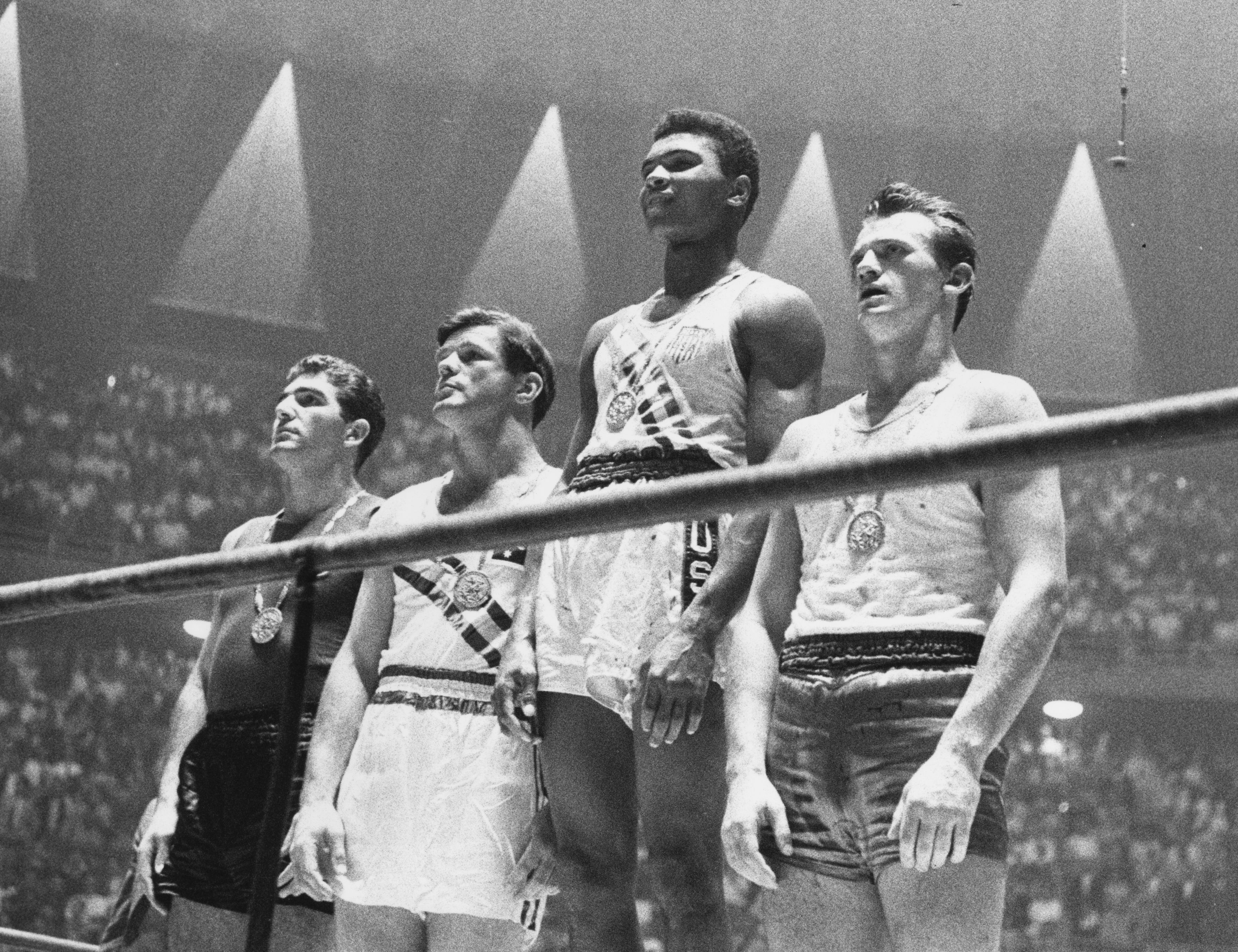
Podium na igrzyskach olimpijskich w Rzymie. Od lewej: Saraudi, Antony Madigan, Cassius Clay i Zbigniew Pietrzykowski.

Zwyciężył w wadze półciężkiej na mistrzostwach Europy w 1961 w Belgradzie, wygrywając m.in. ze Zdzisławem Józefowiczem w półfinale i z Gheorghe Negreą z finale.  
Był amatorskim mistrzem Włoch w wadze półciężkiej w 1959, 1961, 1962, 1963 i 1964.
W 1965 przeszedł na zawodowstwo. Walczył w wadze ciężkiej. Stoczył 14 walk, z których 9 wygrał (4 przez nokaut), 1 przegrał, 3 zremisował, a 1 uznano za nieodbytą. Wygrał m.in. z Jürgenem Blinem, a pojedynek z Giulio Rinaldim uznano za nieodbyty. Zakończył karierę bokserską w 1968.